# Grön Flagg
Grön Flagg, det svenska namnet på Eco-Schools, är både ett pedagogiskt verktyg och en certifiering för skolor och förskolor som arbetar aktivt och långsiktigt med hållbar utveckling i undervisningen och i den dagliga verksamheten. En grundförutsättning för Grön Flagg är att barn och unga får inflytande och att arbetet utgår från deras idéer. Grön Flagg drivs i Sverige av stiftelsen Håll Sverige Rent, en opolitisk och icke-vinstdrivande organisation. Grön Flagg förekommer också på svenska i Finland (Vihreä lippu-Grön Flagg) där programmet drivs av den ideella organisationen Föreningen för miljöfostran i Finland FEE Suomi, Ympäristökasvatusjärjestö FEE Suomi. Grön Flagg finns inalles i närmare 60 länder och koordineras av Foundation for Environmental Education (FEE), som är den paraplyorganisation som 1994 grundade Eco-Schools.

## Målgrupp
Alla enhetstyper som omfattas av det svenska utbildningssystemet kan vara med i Grön Flagg, det vill säga förskola, pedagogisk omsorg, öppen förskola, grundskola, sameskola, specialskola, grundsärskola, fritidshem, öppen fritidsverksamhet, gymnasieskola eller gymnasiesärskola. Även folkhögskolor, naturskolor, svenska skolor utomlands med flera, får vara med.
Idag är över 2 600 verksamheter anslutna till Grön Flagg i Sverige, vilket gör det till Sveriges största nätverk för skolor och förskolor som arbetar med miljöfrågor och hållbar utveckling. Antalet deltagare i FInland uppgår till cirka 300.

## Beskrivning av verktyget
Arbetet i Grön Flagg sker cykliskt i perioder om ett till två år. I början av varje period väljer skolan eller förskolan ut tre områden som de vill förbättra och utveckla. Till exempel att återvinna mer, lära sig om nedskräpning och dess konsekvenser, eller arbeta med ett av flera teman, t.ex. "Klimat & Energi". Under arbetsprocessen dokumenterar pedagogerna det som händer. När arbetet med de tre utvecklingsområdena är färdigt rapporterar de till Håll Sverige Rent som ger återkoppling. När rapporten har godkänts kan så skolan eller förskolan hissa själva Grön Flagg-flaggan. Sedan börjar en ny omgång av Grön Flagg, med nya områden att förbättra och utveckla. På så sätt får verksamheterna ett långsiktigt hållbarhetsarbete som kontinuerligt fördjupas.
Grön Flagg är helt förenligt med Läroplan för förskolan (Lpfö 98), Läroplan för grundskolan, förskoleklassen och fritidshemmet (Lgr 11), Läroplan för grundsärskolan 2011, Läroplan, examensmål och gymnasiegemensamma ämnen för gymnasieskola (Gy 2011) samt Läroplan för gymnasiesärskolan 2013.

## Historia
I Sverige har Grön Flagg funnits sedan 1996.  Mårtenskolan, Östratornskolan och Flygelskolan i Lund var 1994–1997 med i ett miljöprojekt, vilket ledde till att skolorna tidigt fick hissa Grön Flagg 1996–1997. I Per Wickenbergs avhandling framgår att 80 procent av eleverna 1997 kände att de hade ”mycket, till ganska stort” inflytande över miljöfrågorna (genomsnittligt värde för andra skolor i Lund: 30 procent).  Grön Flagg kom till Finland år 1998. 

## Grön Flagg internationellt
Grön Flagg är det svenska namnet på Eco-Schools, som är det internationella namnet på ett globalt program och nätverk som koordineras av paraplyorganisationen Foundation for Environmental Education (FEE). Eco-Schools startades 1994 i Danmark, där även huvudkontoret ligger. Idag deltar skolor och förskolor i närmare 60 länder i Eco-Schools och tillsammans utgör de världens största nätverk inom lärande för hållbar utveckling, med miljontals pedagoger, barn och ungdomar med en gemensam strävan att bidra till en mer hållbar värld.

### Varför ser flaggan ut som den gör?
Logotypen för Eco-Schools (Grön Flagg) togs fram via en tävling på en gymnasieskola i Frankrike 1994. Det vinnande bidraget ritades av en sjuttonåring och har symbolisk betydelse: ”Människor är grunden och centrala i Eco-Schools. I våra händer ligger vår framtid, som symboliseras av blommorna ovanför huvudet på människan. Blommorna symboliserar både den blomstrande miljön som vi kan främja och blomstrande människor som berikas av det gemensamma utvecklingsarbetet. Boken är förknippad med skola och kunskap, och de två separata sidorna visar att kunskap både har teoretiska och praktiska dimensioner. Den blå sidan i boken representerar mänsklighetens historia, fylld med de utmaningar som vi måste lösa och ärvt. Denna del av boken är redan skriven. Den vita sidan är ännu inte skriven och symboliserar allt som vi kan göra tillsammans och lära oss och hur vi själva kan vara med och påverka vår framtid.”

### Länder som är med i Eco-Schools (Grön Flagg)
En lista på länder och riksdelar där Eco-Schools finns (sorterat efter ländernas namn i alfabetisk ordning, efter hur det stavas på engelska):
| Nr | Namn                              | Land (eller riksdel)                    | Moderorganisation                                                            |
| -- | --------------------------------- | --------------------------------------- | ---------------------------------------------------------------------------- |
| 1  | Eco-Schools Australia             | Australien                              | Keep Australia Beautiful National Association Inc.                           |
| 2  | Eco-Schools Bahamas               | Bahamas                                 | Bahamas Reef Environmental Educational Foundation (BREEF)                    |
| 3  | Milieuz Orgop School: Brussels    | Belgien                                 | COREN a.s.b.l. (Coordination Environnement)                                  |
| 3  | Milieuz Orgop School: Flanders    | Belgien                                 | Bond Beter Leefmilieu                                                        |
| 3  | Milieuz Orgop School: Wallonia    | Belgien                                 | Féderation Inter-Environnement Wallonie (IEW)                                |
| 4  | Eco-Schools Bermuda               | Bermuda                                 | Greenrock                                                                    |
| 5  | Eco-Escolas                       | Brasilien                               | Instituto Ambientes em Rede                                                  |
| 6  | Екоучилища                        | Bulgarien                               | Българско Движение "Син флаг"                                                |
| 7  | 国际生态学校项目                  | Kina                                    | 环境保护部宣传教育中心                                                       |
| 8  | Eko-škole                         | Kroatien                                | Udruga Lijepa naša                                                           |
| 9  | Οικολογικά Σχολεία                | Cypern                                  | Κυπριακή Ένωση Προστασίας Θαλασσίου Περιβάλλοντος                            |
| 10 | Ekoškola                          | Tjeckien                                | Sdružení TEREZA                                                              |
| 11 | Grønt Flagg                       | Danmark                                 | Friluftsrådet                                                                |
| 12 | Eco Escuelas República Dominicana | Dominikanska republiken                 | Instituto de Derecho Ambiental de la República Dominicana                    |
| 13 | Eco-Schools England               | England                                 | Keep Britain Tidy                                                            |
| 14 | Eco-Schools Estonia               | Estland                                 | Eesti Looduskaitse Selts                                                     |
| 15 | Vihreä Lippu och Grön Flagg       | Finland                                 | FEE Suomi (f.d.Suomen Ympäristökasvatuksen Seura SYKSE)                      |
| 16 | Eco-École                         | Frankrike                               | Office français de la Fondation pour l'Education à l'Environnement en Europe |
| 17 | Еко-училиште                      | Makedonien                              | Civil Association OXO                                                        |
| 18 | Umweltschule                      | Tyskland                                | Deutsche Gesellschaft für Umwelterziehung (DGU)                              |
| 19 | Eco-Schools Ghana                 | Ghana                                   | Green Earth Organization                                                     |
| 20 | Οικολογικά σχολεία                | Grekland                                | ΕΛΛΗΝΙΚΗ ΕΤΑΙΡΙΑ ΠΡΟΣΤΑΣΙΑΣ ΤΗΣ ΦΥΣΗΣ                                        |
| 21 | Grænfáninn                        | Island                                  | Landvernd                                                                    |
| 22 | Eco-Schools India                 | Indien                                  | Centre for Environment Education (CEE)                                       |
| 23 | Eco-Schools Indian Ocean          | Brittiska territoriet i Indiska oceanen | Indian Ocean Commission (IOC)                                                |
| 24 | مدارس محیط زیستی                  | Iran                                    | Setar-e Sabz-e Jahan                                                         |
| 25 | Green-Schools Ireland             | Irland                                  | An Taisce                                                                    |
| 26 | Eco-Schools Italia                | Italien                                 | FEE Italia                                                                   |
| 27 | エコスクール                      | Japan                                   | FEE Japan                                                                    |
| 28 | Eco-Schools Jordan                | Jordanien                               | الجمعية الملكية لحماية البيئة البحرية                                        |
| 29 | ЭкоОбраз                          | Kazakstan                               | ОО ЦКИ                                                                       |
| 30 | Eco-Schools Kenya                 | Kenya                                   | Kenya Organization for Environmental Education                               |
| 31 | Ekoskolu                          | Lettland                                | Vides izglitibas fonds                                                       |
| 32 | Gamtosauginių mokyklų             | Litauen                                 | Lietuvos žaliųjų judėjimas                                                   |
| 33 | Eco-Schools Malaysia              | Malaysia                                | Tabung Alam Malaysia                                                         |
| 34 | EkoSkola Malta                    | Malta                                   | Malta Nature Trust                                                           |
| 35 | Eco-Schools México                | Mexiko                                  | Pronatura Mexico, A.C.                                                       |
| 36 | Eco-Schools Mongolia              | Mongoliet                               | Байгаль орчны мэдээлэл сургалтын төв                                         |
| 37 | Eco-Schools Montenegro            | Montenegro                              | Zavod za školstvo                                                            |
| 38 | الـمـدارس الإيكولوجية             | Marocko                                 | Fondation Mohammed VI pour la Protection de l'Environnement                  |
| 39 | Eco-Schools Nederland             | Nederländerna                           | FEE-Nederland                                                                |
| 40 | Eco-Schools Northern Ireland      | Nordirland                              | Keep Northern Ireland Beautiful                                              |
| 41 | Grønt Flagg                       | Norge                                   | Stiftelsen FEE Norge                                                         |
| 42 | Zielonej Flagi                    | Polen                                   | Fundacja Partnerstwo dla Środowiska                                          |
| 43 | Eco-Escolas                       | Portugal                                | FEE Portugal – Associação Bandeira Azul da Europa (ABAE)                     |
| 44 | Eco-Escuelas                      | Puerto Rico                             | Organizacion Pro Ambiente Sustentable                                        |
| 45 | Eco-Şcoala                        | Rumänien                                | Centrul Carpato-Danubian de Geoecologie                                      |
| 46 | Eco-Schools Russia                | Ryssland                                | СПб ОО Санкт-Петербург за экологию Балтики                                   |
| 47 | Eco-Schools Scotland              | Skottland                               | Keep Scotland Beautiful                                                      |
| 48 | Eco-Schools Srbija                | Serbien                                 | Ambassadori održivog razvoja i životne sredine                               |
| 49 | Eco-Schools Singapore             | Singapore                               | WWF-Singapore                                                                |
| 50 | Zelená škola                      | Slovakien                               | CEEV Zivica                                                                  |
| 51 | Ekošola                           | Slovenien                               | Društvo DOVES                                                                |
| 52 | WESSA Eco-Schools                 | Sydafrika                               | WESSA (Wildlife and Environment Society of SA)                               |
| 53 | Ecoescuelas                       | Spanien                                 | Asociación de Educación Ambiental y del Consumidor (ADEAC)                   |
| 54 | Grön Flagg                        | Sverige                                 | Stiftelsen Håll Sverige Rent (HSR)                                           |
| 55 | Eco-Schools Switzerland           | Schweiz                                 | Association J’aime ma Planète / FEE Switzerland                              |
| 56 | Eco-Schools Tanzania              | Tanzania                                | Shirika la Kuhifadhi Misitu ya Asili Tanzania                                |
| 57 | Eco-Schools Thailand              | Thailand                                | กองทุนสัตว์ป่าโลก สำนักงานประเทศไทย                                               |
| 58 | Eko-Okullar                       | Turkiet                                 | Türkiye Çevre Eğitim Vakfı (TÜRÇEV)                                          |
| 59 | Eco-Schools Uganda                | Uganda                                  | Conservation Efforts for Community Development (CECOD)                       |
| 60 | Eco-Schools Ukraine               | Ukraina                                 | ГО "Екологічна ініціатива"                                                   |
| 61 | Eco-Schools UAE                   | Förenade Arabemiraten                   | EWS-WWF                                                                      |
| 62 | Eco-Schools USA                   | Amerikas förenta stater                 | National Wildlife Federation (NWF)                                           |
| 63 | Eco-Schools US Virgin Islands     | Amerikanska Jungfruöarna                | Virgin Islands Conservation Society                                          |
| 64 | Eco-Schools Wales                 | Wales                                   | Keep Wales Tidy                                                              |

Länder som varit en del av Eco-Schools förut:
| Nr | Namn                    | Land (eller riksdel) | Moderorganisation                       |
| -- | ----------------------- | -------------------- | --------------------------------------- |
| 1  | Eco-Schools New Zealand | Nya Zeeland          | FEE-NZ                                  |
| 2  | Eco-Schools Tunisia     | Tunisien             | الجمعية التونسية لحماية الطبيعة والبيئة |